# Scutellinia crinita

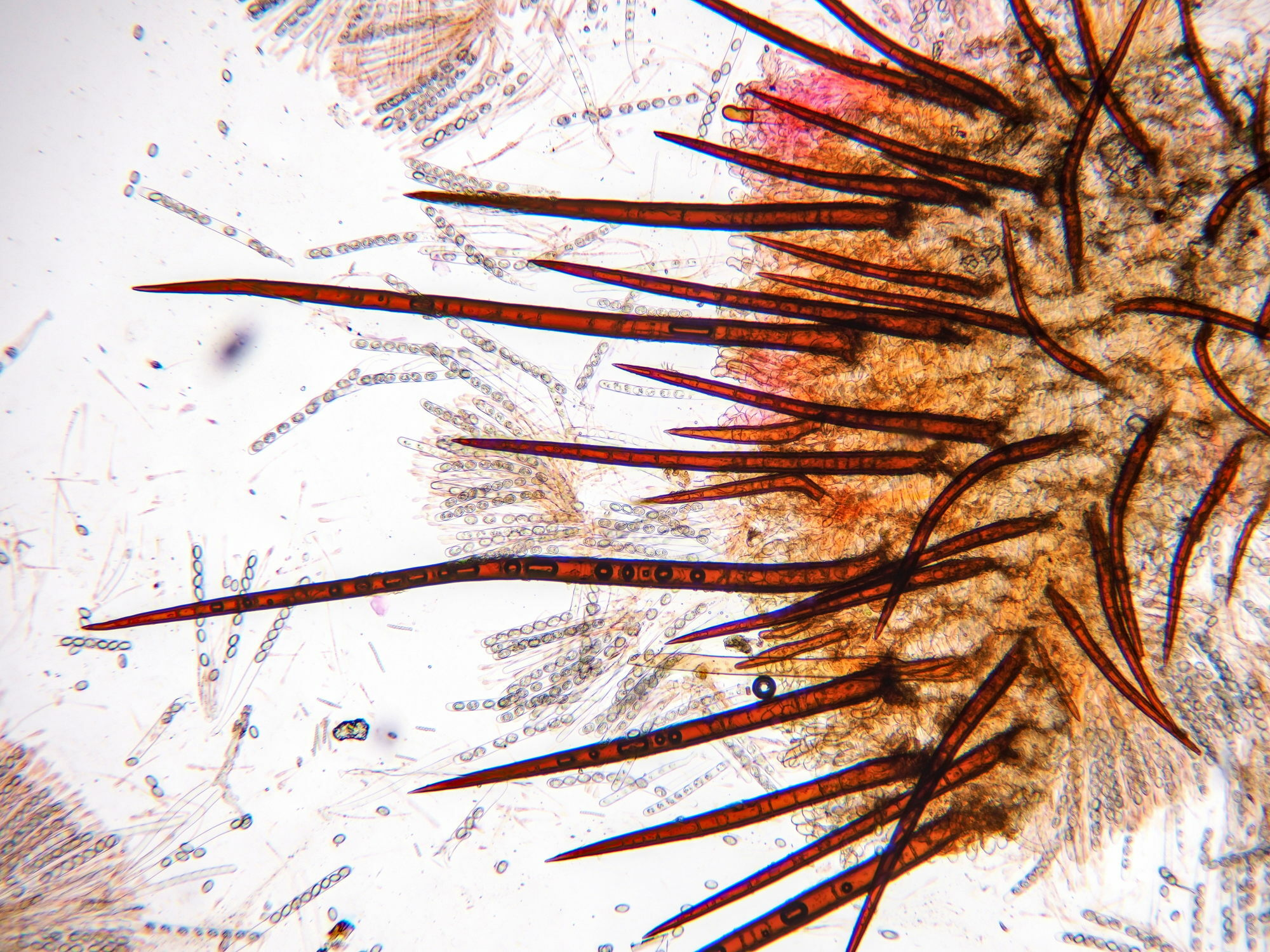
Włoski brzeżne

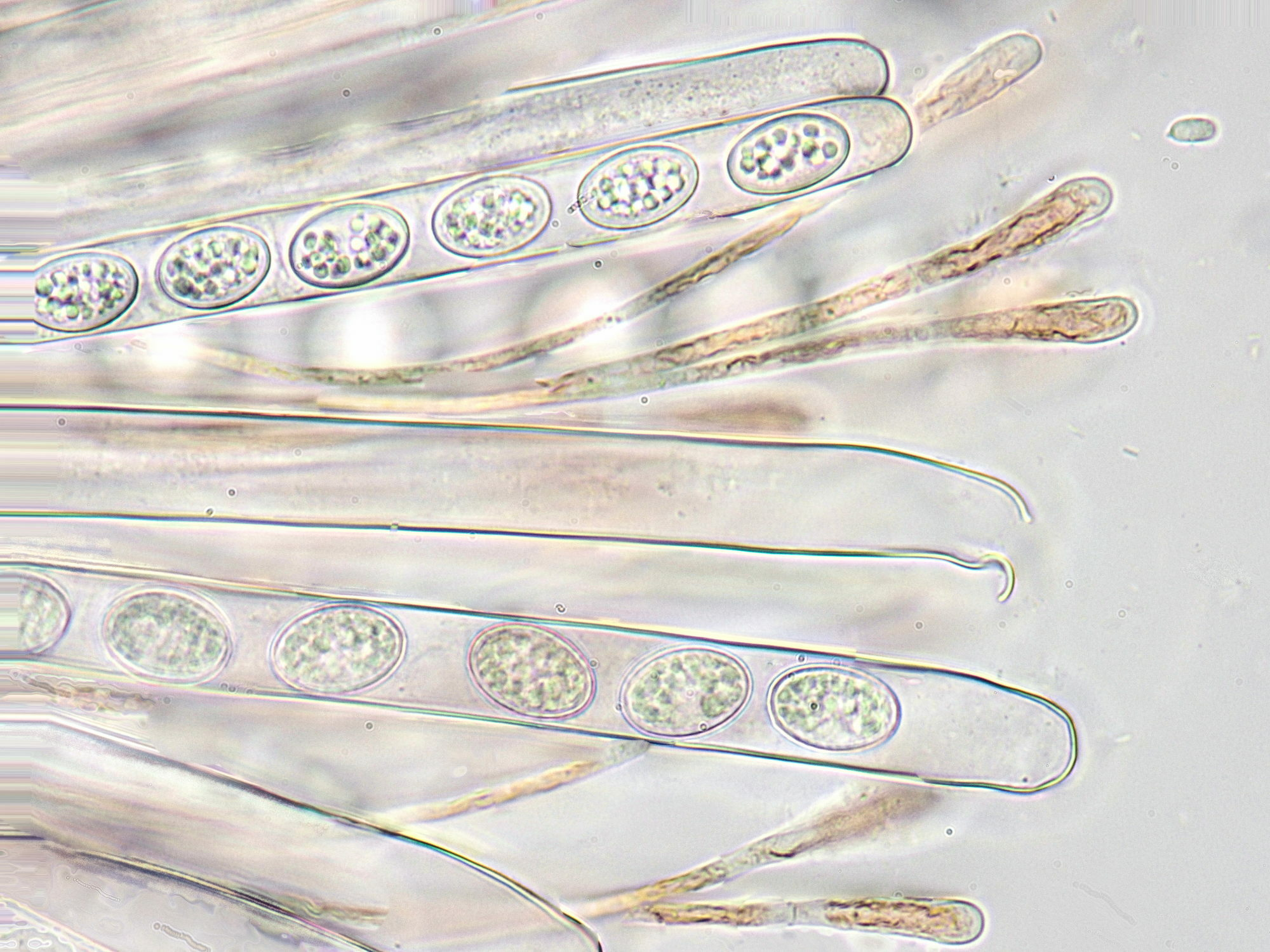
Worki i parafizy

Scutellinia crinita (Bull.) Lambotte – gatunek grzybów z rodziny Pyronemataceae.

## Systematyka i nazewnictwo
Pozycja w klasyfikacji według Index Fungorum: Scutellinia, Pyronemataceae, Pezizales, Pezizomycetidae, Pezizomycetes, Pezizomycotina, Ascomycota, Fungi.
Po raz pierwszy opisał go w 1789 r. Jean Baptiste François Bulliard, nadając mu nazwę Peziza crinita, później przez różnych naukowców zaliczany był do różnych rodzajów. Obecnie według Index Fungorum za ważną uznaje się nazwę nadaną w 1933 r. przez Jeana Baptiste Émila Lambotte, który zaliczył ten takson do rodzaju Scutellinia. Ma kilkanaście synonimów. Niektóre z nich:
- Aleurina crinita (Bull.) Sacc. & P. Syd. 1902
- Lachnea cervorum Velen. 1934

## Morfologia
Owocnik
Typu apotecjum bez trzonu. Średnica 5–16 mm. Powierzchnia hymenialna gładka, czerwona, z doskonale wyraźnym brzegiem. Są gęsto pokryte długimi, brązowymi włoskami. Powierzchnia zewnętrzna tej samej barwy co hymenium, pokryta podobnymi włoskami, ale mniejszymi.
Cechy mikroskopowe
Worki cylindryczne, szkliste, nieamyloidalne, 8-zarodnikowe z wieczkiem, 193,4–286,9 × 13,9–24 μm. Askospory kuliste lub elipsoidalne, szkliste, z wieloma gutulami, pokryte małymi, izolowanymi brodawkami, trudnymi do zobaczenia pod mikroskopem optycznym, o wymiarach 17,8–21,3 × 13,4–16,4 µm; Q = 1,2, Qe = 1,4. Parafizy cylindryczne, septowane, rozwidlone u wierzchołka i podstawy, z wierzchołkiem pogrubionym do gruszkowatego, o szerokości 7,8–10,9 µm. Subhymenium i wewnętrzna warstwa ekscypulum (medullary excipulum) o skomplikowanej strukturze. Zewnętrzna warstwa ekscypulum (ectal excipulum) o budowie izodiametryczno-kanciastej. Włoski brzeżne szerokie u nasady, pojedyncze lub rozwidlone, spiczaste na wierzchołku, wieloprzegrodowe, grubościenne, częściowo zakrzywione, 669,6–1367,5 × 26,8–41,2 µm.
Gatunki podobne
W Polsce występuje około 30 gatunków włośniczek. Wszystkie są morfologicznie bardzo podobne, jedyną różniącą je cechą, którą można dostrzec bez użycia mikroskopu jest długość rzęsek, nie wystarcza to jednak do rozróżnienia gatunków. Pewne ich rozróżnienie możliwe jest tylko badaniami mikroskopowymi, przy których ważne są: kształt, rozmiary i urzeźbienie powierzchni zarodników oraz budowa podstawy szczecinek. Scutellinia crinita charakteryzuje się długimi włoskami brzeżnymi, ale włośniczka tarczowata (Scutellinia scutellata) ma jeszcze dłuższe włoski, u nasady wielowarstwowe, odróżnia się także mniejszymi zarodnikami (18,0-19,5 × 11,0-13,0 µm), z wyraźniejszymi brodawkami.

## Występowanie i siedlisko
Podano stanowiska Scutellinia crinita w Ameryce Północnej i Południowej, w Europie, Azji, Afryce i na Nowej Zelandii. W Europie jest szeroko rozprzestrzeniony, występuje od Morza Śródziemnego po północne krańce Półwyspu Skandynawskiego i od Wysp Brytyjskich po Azję. Polsce po raz pierwszy podano jego stanowiska w 2004 r., a najbardziej aktualne podaje internetowy atlas grzybów. Znajduje się w nim na liście gatunków zagrożonych i wartych objęcia ochroną.